# Куйвивеем
Куйвиве́ем — река на Дальнем Востоке России. Протекает по территории Чаунского района Чукотского автономного округа. Длина реки — 20 км, водосборная площадь 138 км².
Название в переводе с чукот. Ӄуйвивээм — «наледная река».
Берёт начало на северных склонах горы Йынройгынай Шелагского хребта, протекает в меридиональном направлении, впадает в Восточно-Сибирское море.
В бассейне богатые месторождения россыпного олова, которые при СССР разрабатывались силами заключённых Чаунчукотлага. В устье реки сохранились остатки морского порта, действовавшего в 1950-х годах для обслуживания оловянного прииска.
В водосборный бассейн реки входит озеро Вэвытгытгын.